# کراسنایا (استان آرخانگلسک)
کراسنایا (به لاتین: Krasnaya) یک منطقهٔ مسکونی در روسیه است که در استان آرخانگلسک واقع شده‌است.